# Eriogonum wrightii
Eriogonum wrightii là một loài thực vật có hoa trong họ Rau răm. Loài này được Torr. ex Benth. mô tả khoa học đầu tiên năm 1856.